# 聖卡洛斯 (科爾多瓦省)
聖卡洛斯是哥倫比亞的城鎮，位於該國西北部，由科爾多瓦省負責管轄，面積505平方公里，海拔高度67米，2005年人口23,762，人口密度每平方公里47.05人。

## 外部連結
- （西班牙文） Gobernacion de Cordoba - San Carlos[永久]

8°48′02″N 75°42′08″W / 8.80056°N 75.7022°W